# Marginalistická revoluce

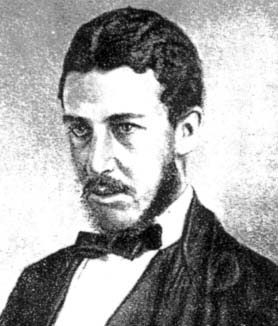
William Stanley Jevons

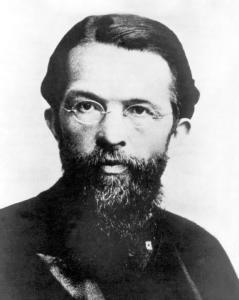
Carl Menger

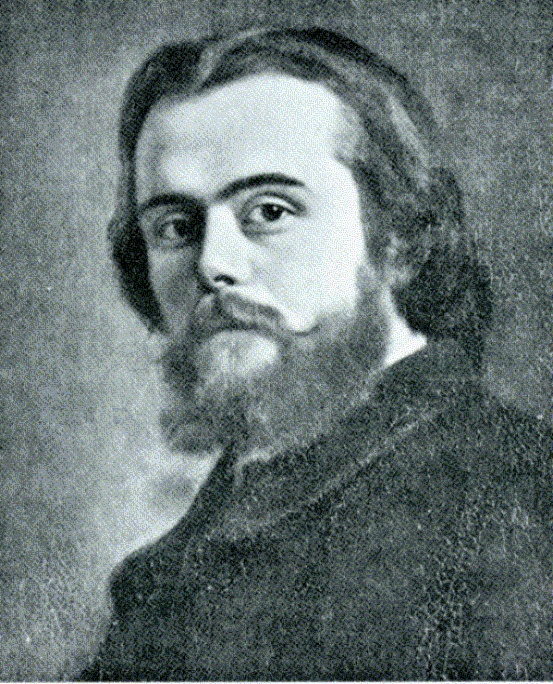
Léon Walras

Marginalistická revoluce v ekonomii je změna paradigmatu v ekonomické vědě, která proběhla v poslední třetině 19. století s nástupem marginalistických teorií – teorie mezního užitku, teorie mezní produktivity. Konkrétně je ztotožňována s rokem 1871, kdy byla vydána zásadní ekonomická díla, jež umožnila vytvořit nový systém ekonomického myšlení.
Z tzv. marginalistické revoluce postupně vyrůstala moderní ekonomická věda, zejména moderní mikroekonomie.

## Změna metodologie
Jednalo se o revoluci v metodologii, neboť ekonomie začala používat mezní veličiny. Marginalistická metoda umožňovala analyzovat alokaci ekonomických zdrojů a otevřela prostor pro matematizaci ekonomie.
Tato nová politická ekonomie se podstatně lišila od tehdy stále dominující klasické politické ekonomie.
Zatímco klasičtí ekonomové se soustředili na nabídkovou stranu trhu a ekonomický růst, marginalisté zaměřili pozornost na poptávkovou stranu trhu a alokaci omezených zdrojů.

## Klíčové osobnosti
Marginalistická revoluce je spojena zejména se třemi jmény: William Stanley Jevons, Carl Menger a Léon Walras. Tito ekonomové v roce 1871 (Walras v roce 1874) nezávisle na sobě vydali díla, ve kterých komplexně formulovali teorii mezní užitečnosti:
- William Stanley Jevons – Theory of Political Economy (Teorie politické ekonomie, 1871).
- Carl Menger – Grundsätze der Volkswirtschaftslehre (Zásady národohospodářské nauky, 1871).
- Léon Walras – Éléments d'économie politique pure (Základy čisté politické ekonomie, 1874)

## Předchůdci a pokračovatelé
Marginalistická metoda však v roce 1871 nebyla zcela nová. Předchůdci teorie mezní užitečnosti byli např. Ferdinando Galiani, Daniel Bernoulli, Johann Heinrich von Thünen, Augustin Cournot, Jules Dupuit nebo Wilhelm H. Gossen.
Z marginalistické revoluce vzešly tři významné školy ekonomického myšlení: rakouská škola, lausannská škola a cambridgeská škola. Poslední dvě představovaly počátek neoklasické ekonomie, která dodnes hraje v ekonomii dominantní roli.